# Episodes of a Hustla
Episodes of a Hustla è l'album di debutto del rapper statunitense Big Noyd, pubblicato dalla Tommy Boy Records nel 1996. Artista collegato ai Mobb Deep, con Prodigy presente sulla maggior parte delle canzoni e Havoc sulla maggior parte della produzione, Big Noyd emerge tra i rapper del Queens (New York) durante l'era del gangsta rap, tuttavia la sua prima uscita, che finisce per essere un prodotto a metà tra l'EP e l'album in studio completo, non è catalogabile in questo genere.
| Recensione | Giudizio |
| ---------- | -------- |
| AllMusic   | [ 1 ]    |
| RapReviews | [ 2 ]    |

## Tracce
1. "It's on You" (prod. by Charlemagne)
2. "The Precinct" (Interlude)
3. "Recognize & Realize (Part 1)" (feat. Prodigy) (prod. by Havoc)
4. "All Pro" (feat. Infamous Mobb & Mobb Deep) (prod. by Havoc)
5. "Infamous Mobb" (feat. Prodigy) (prod. by Havoc)
6. "Interrogation" (Interlude)
7. "Usual Suspect" (feat. Prodigy) (prod. by Havoc)
8. "Episodes of a Hustla" (feat. Prodigy) (prod. by Havoc)
9. "Recognize & Realize (Part 2)" (feat. Mobb Deep) (prod. by Havoc)
10. "I Don't Wanna Love Again" (After Six Entertainment Remix) (feat. Se'Kou)
11. "Usual Suspect (Stretch Armstrong Remix)" (feat. Prodigy)

## Classifiche settimanali
| Classifica (1997)         | Posizione massima |
| ------------------------- | ----------------- |
| US Top R&B/Hip-Hop Albums | 59                |